# Línea Torralba-Castejón

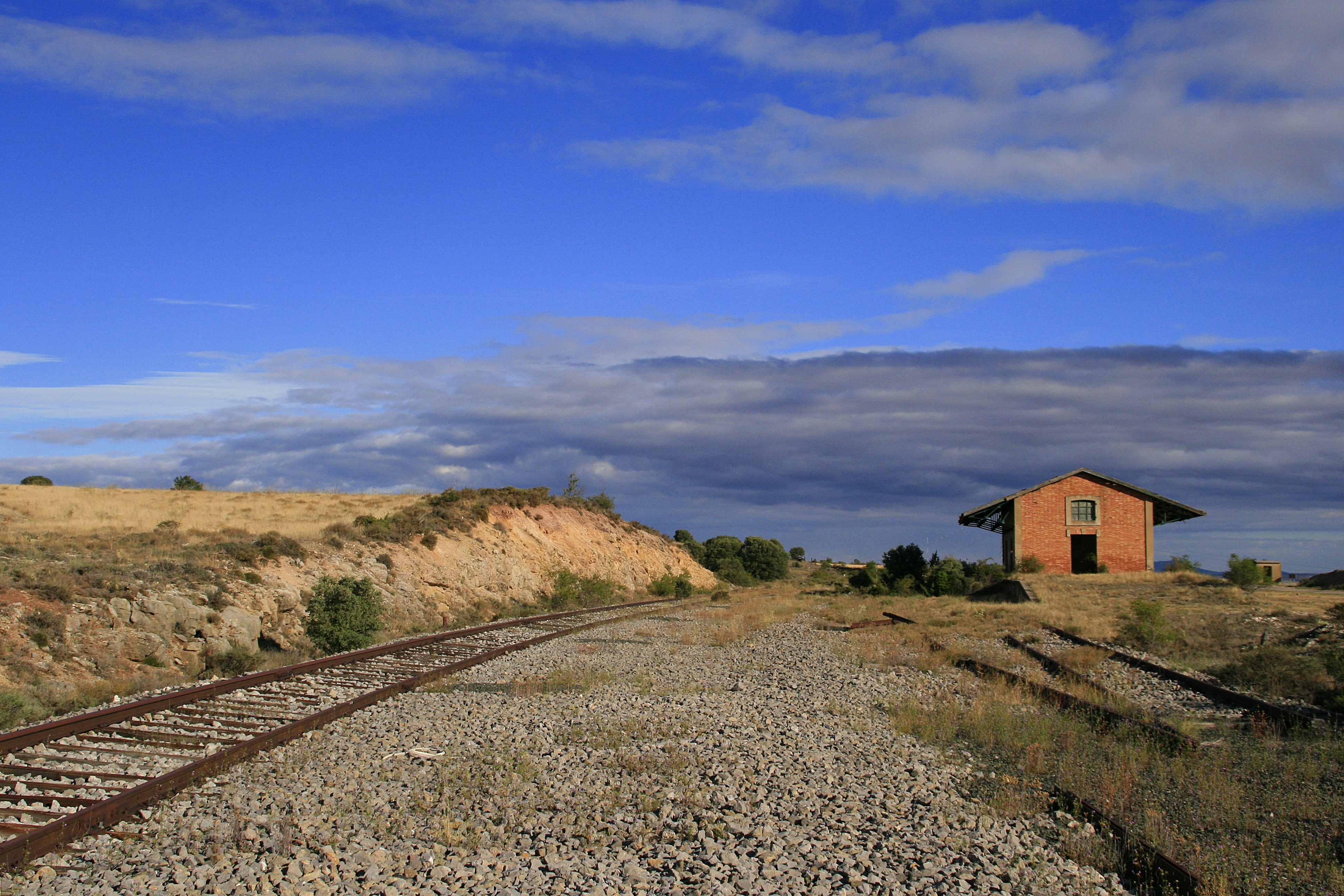
La línea a su paso por la estación de Villar del Campo, en Soria.

La línea Torralba-Castejón fue la denominación que recibió el trazado ferroviario que enlazaba Torralba con Castejón, dividido en dos tramos de ferrocarril: Torralba-Soria y Soria-Castejón. La línea tenía una longitud total de 197,5 kilómetros y su construcción se produjo en varias etapas. El tramo Soria-Castejón quedó inactivo tras su cierre al tráfico, el 1 de diciembre de 1996. A pesar de ello, hasta 2015 el trazado Torralba-Castejón estuvo catalogado como la «línea 202» de la Red Ferroviaria de Interés General de Adif, si bien en la declaración de la red de 2016 el tramo Soria-Castejón de Ebro fue excluido de la línea por no estar en explotación.

## Historia
Proyectado en 1868 y aprobado el 31 de marzo de 1869, el trazado ferroviario Torralba-Soria se incluyó en el Plan de la Ley de Ferrocarriles del 2 de julio de 1870, siendo ministro de Fomento José de Echegaray en el gobierno del General Prim. La voluntad de unir Soria con la línea Madrid-Zaragoza se plasmó el 3 de noviembre de 1887, cuando se realizó la subasta del Ferrocarril de Torralba a Soria por Almazán al que únicamente concurrió un proyecto, el del ingeniero belga Eduardo Otlet. Sin embargo, la construcción de este trazado se vio dominada por numerosos problemas que fueron retrasando su inauguración hasta el 1 de julio de 1892. En 1904 se inauguró el edificio de viajeros de Torralba del Moral, lo que comenzaría a posibilitar los transbordos con la línea Madrid-Zaragoza. 
No obstante, desde bien pronto la explotación de la línea férrea arrojó frecuentes déficits. En su época hubo quien sostuvo que este ferrocarril no rendiría plenamente hasta que este no se prolongara hacia Castejón de Ebro, importante nudo ferroviario de las líneas de la compañía «Norte». Las obras de la línea Soria-Castejón se iniciaron en 1927, aunque el trazado no sería inaugurado hasta 1941. La sección inicial aprovechaba parcialmente el trazado existente del ferrocarril Santander-Mediterráneo, produciéndose el desvío en la denominada bifurcación Valcorba.
En 1941, tras la nacionalización de toda la red ferroviaria de ancho ibérico, la empresa estatal RENFE se hizo cargo del trazado unificado Torralba-Castejón.

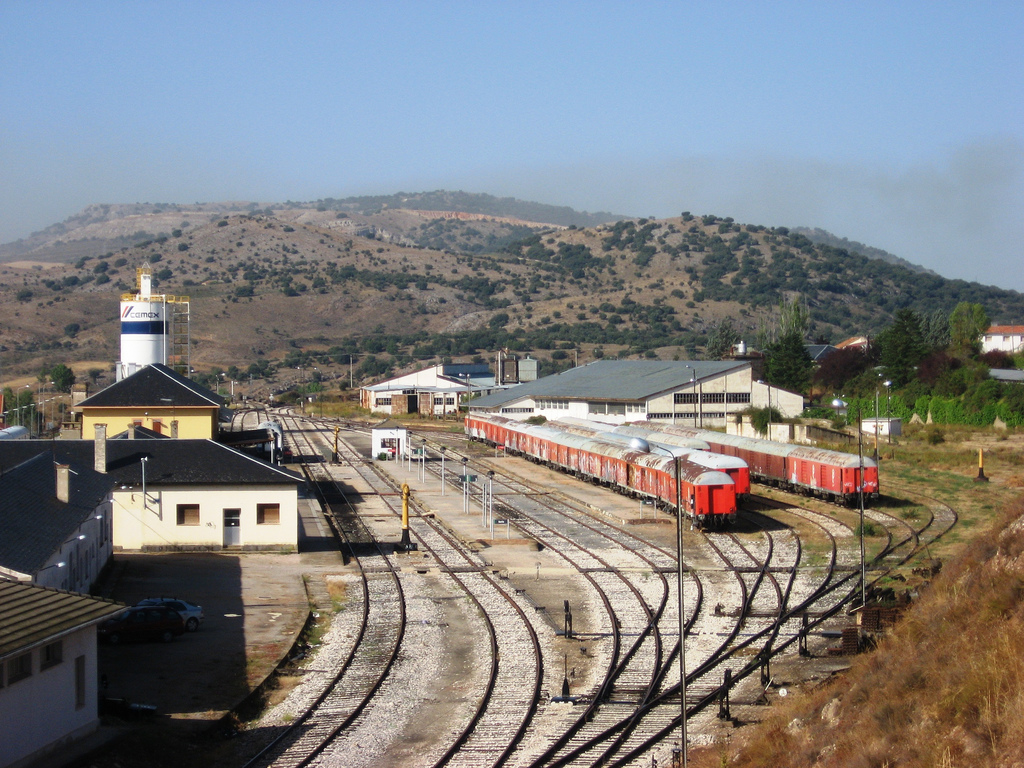
Estación de Soria-Cañuelo, punto de enlace de los ejes Torralba-Castejón y Calatayud-Burgos.

Los servicios ferroviarios de la línea Soria-Castejón permitían la conexión de la capital soriana con Zaragoza, Logroño y Pamplona a través de otros trazados ya existentes. Además, la entrada en servicio de esta prolongación significó que Soria se consolidase como un nudo ferroviario en el que convergían los ejes Torralba-Castejón y Calatayud-Burgos. El último tren de cierta importancia que transitaba por sus vías fueron los automotores de la serie 593 que realizaban el servicio Madrid-Pamplona, y posteriormente Madrid-Castejón de Ebro. Esta situación se mantuvo hasta que el 1 de diciembre de 1996 se cerró al tráfico la sección Soria-Castejón. 
En 2005, tras la extinción de RENFE, las infraestructuras pasaron a manos del ente Adif. Aunque el tramo Soria-Castejón se encontraba cerrado al tráfico y no circulaban trenes por sus vías, oficialmente siguió permaneciendo operativo como parte de la denominada «línea 202» de Adif. Esta situación se mantuvo hasta que en 2016 el trazado fue excluido por no encontrarse en explotación.